# Carlo Crotti
Carlo Crotti (né le 9 septembre 1900 à Costa Vescovato dans le Piémont et mort en 1963) est un joueur de football italien, qui jouait en tant qu'attaquant.

## Biographie
Durant plusieurs périodes, Crotti évolue dans 3 clubs différents : le Novare Calcio, le Derthona Foot Ball Club 1908 et enfin la Juventus (où il joue son premier match le 30 septembre 1928 au cours d'un nul 2-2 contre la Reggiana), avec qui il remporte son seul trophée, un scudetto lors de la saison 1930-31.

## Palmarès
Juventus
- Championnat d'Italie (1) :
  - Champion : 1930-31.